# Население Ямайки
Эта статья о демографических особенностях населения Ямайки, включая плотность населения, уровень образования, здоровье населения, экономический статус, религиозные объединения и другие аспекты населения.

## Демографическая статистика
|      | Средняя численность населения (x 1000) | Живорождённые | Умершие | Естественное изменение | Миграция | Общий коэффициент рождаемости (на 1000) | Общий коэффициент смертности (на 1000) | Естественное изменение (на 1000) | Миграция (на 1000) | Суммарный коэффициент рождаемости |
| ---- | -------------------------------------- | ------------- | ------- | ---------------------- | -------- | --------------------------------------- | -------------------------------------- | -------------------------------- | ------------------ | --------------------------------- |
| 2001 | 2 610 529                              | 49 291        | 16 615  | 32 676                 | −26 342  | 18,92                                   | 6,38                                   | 12,54                            | −10,11             |                                   |
| 2002 | 2 619 976                              | 47 464        | 16 728  | 30 736                 | −21 177  | 18,15                                   | 6,40                                   | 11,75                            | −8,10              |                                   |
| 2003 | 2 629 413                              | 45 559        | 17 267  | 28 292                 | −18 789  | 17,36                                   | 6,58                                   | 10,78                            | −7,16              |                                   |
| 2004 | 2 638 877                              | 44 843        | 16 332  | 28 511                 | −18 959  | 17,02                                   | 6,20                                   | 10,82                            | −7,20              |                                   |
| 2005 | 2 648 324                              | 46 370        | 17 413  | 28 957                 | −19 436  | 17,54                                   | 6,59                                   | 10,95                            | −7,35              |                                   |
| 2006 | 2 657 760                              | 43 243        | 18 960  | 24 283                 | −14 873  | 16,3                                    | 7,15                                   | 9,15                             | −5,61              |                                   |
| 2007 | 2 667 202                              | 43 385        | 20 550  | 22 835                 | −13 470  | 16,29                                   | 7,72                                   | 8,57                             | −5,06              |                                   |
| 2008 | 2 676 666                              | 43 112        | 19 966  | 23 146                 | −13 741  | 16,14                                   | 7,47                                   | 8,67                             | −5,14              |                                   |
| 2009 | 2 686 105                              | 42 782        | 18 855  | 23 927                 | −14 515  | 15,96                                   | 7,03                                   | 8,93                             | −5,41              |                                   |
| 2010 | 2 695 543                              | 40 508        | 21 503  | 19 005                 | −9 718   | 15,05                                   | 7,99                                   | 7,06                             | −3,61              |                                   |
| 2011 | 2 704 133                              | 39 673        | 16 926  | 22 747                 | −14 488  | 14,69                                   | 6,27                                   | 8,42                             | −5,37              |                                   |
| 2012 | 2 711 476                              | 39 348        | 16 998  | 22 350                 | −15 000  | 14,53                                   | 6,28                                   | 8,25                             | −5,54              |                                   |

## Всемирная книга фактов ЦРУ
Следующая демографическая статистика из Всемирной книги фактов ЦРУ, если нет иных ссылок.

### Население
2 868 380 (2011), 2 804 334 (июль 2008)

### Возрастная структура
0-14 лет: 30,1 % (мужчины 438 888/женщины 424 383)
15-64 лет: 62,3 % (мужчины 882 548/женщины 120 602) (2011)
65 лет и старше: 7,6 % (мужчины 97 717/женщины 120 602) (2011)

### Средний возраст
общий: 24,6 года
мужской: 24,1 года
женский: 25,2 года (2013)

### Темпы роста населения
0,7 % (2013)

### Рождаемость
18,65 рождений/1000 человек (2013). Всего было 45 600 рождённых в 2007 году. (46 300 в 2006 и 47 000 в 2005, в результате рождаемости 17,0 на 1000 в 2007).

### Смертность
6,63 смерти/1000 человек (2013)

### Чистая миграция
−4,99/1000 человек (2013)

### Урбанизация
городское население: 52 % от общего числа населения (2010)
темпы урбанизации: 0,6 % годовой темп изменения (2010—2015)

### Соотношение полов
Практика: 1,05 мужчин/женщин
до 15 лет: 1,03 мужчин/женщин
15-64 лет: 0,97 мужчин/женщин
65 лет и старше: 0,82 мужчин/женщин
Общее количество населения: 0,98 мужчин/женщин (2006)

### Коэффициент материнской смертности
110 смертей/100 000 живорождённых (2010)

### Коэффициент младенческой смертности
Общее население: 13,98 смертей/2000 живорождённых
Мужчины: 14,556 смертей/1000 живорождённых
Женщины: 13,38 смертей/1000 живорождённых (2013)

### Ожидаемая продолжительность жизни при рождении
Общее население: 73,44 лет
Мужчины: 71,81 лет
Женщины: 75,15 лет (2013)

### Суммарный коэффициент рождаемости
- 2,09 рождённых детей/женщина (2013)

### Расходы на здравоохранение
- 4,8 % общего ВВП (2010)

### Плотность медиков
- 0,85 врачей/1000 человек (2003)

### Плотность больничных коек
- 1,9 кроватей/1000 человек (2010)

### ВИЧ/СПИД— уровень распространения среди взрослого населения
- 1,7 % (2009)

### Ожирение — уровень распространения среди взрослого населения
- 24,1 % (2008)

### Дети в возрасте до 5 лет с пониженной массой тела
- 1,9 % (2007)

### Национальность
существительное: ямаец (ямайка)
прилагательное: ямайский

### Религии
Протестантизм 62,5 % (включая Церковь Бога 23,7 %, церковь адвентистов седьмого дня 10,8 %, пятидесятники 9,5 %, баптизм 7,2 %, англиканство 3,6 %), римско-католическая церковь 2,6 %, растафарианство 1-5 %

### Языки
Английский (официальный), ямайское патуа, ливанский арабский, португальский, испанский. Также включён мандарин (диалект китайского языка).

### Расходы на образование
6,4 % от общего ВВП (2010)

### Грамотность
общее население: 87,9 %
мужчины: 84,1 %
женщины: 91,6 % (2003)